# Мавзолей Тюрабек-ханым
Мавзолей Тюрабек-ханым (также: Мавзолей Тёребег-Ханым; туркм. Törebeg hanym kümmeti) — средневековый мавзолей, расположенный на территории Кёнеургенчского национального историко-культурного музея-заповедника в г. Кёнеургенч, Туркменистан. Мавзолей построен в честь Тёребег-ханым, дочери золотоордыского хана Узбек-хана и жены его хорезмийского наместника из рода кунграт Кутлуг-Тимура, позже ставший усыпальницей династии Суфи-кунгратов (1359—1388).

## История мавзолея
Тёребег-ханым — реальная историческая личность, дочь правителя Золотой Орды — Узбек-хана и супруга его наместника в Хорезме Кутлуг-Тимура. Тёребег-ханым была покровительницей женщин, с течением времени её канонизировали и объявили святой. Она умерла молодой и по велению безутешного повелителя над её могилой лучшими мастерами Хорезма был сооружен дворец, достойный её очарования. Мавзолей является гробницей династии Суфи и был построен в XIV веке.

## Внешнее и внутреннее убранство
Внутренняя сторона купола покрыта мозаичным панно тончайшей работы с орнаментом из звезд и цветов. Панно являет собой шедевр хорезмийского искусства, не имеющий аналогов во всей средневековой архитектуре. Над зданием на высоком барабане с двенадцатью проемами возвышался синий глазурованный шатер.. Мавзолей Тёребег-ханым знаменует собой новый архитектурный стиль Среднего Востока, который в дальнейшем стал основой при строительстве зданий в Мавераннахре при Тамерлане и Тимуридах.

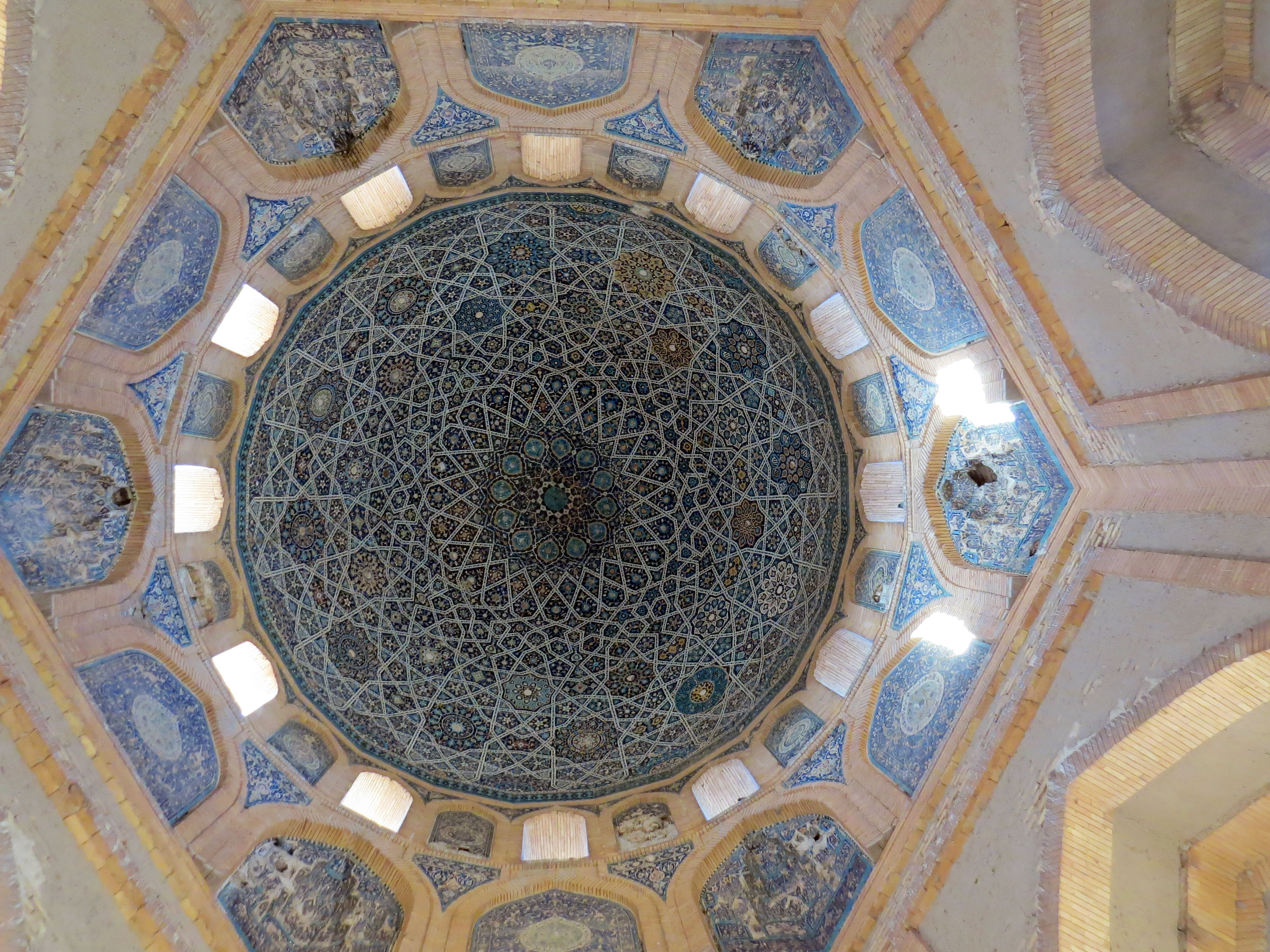
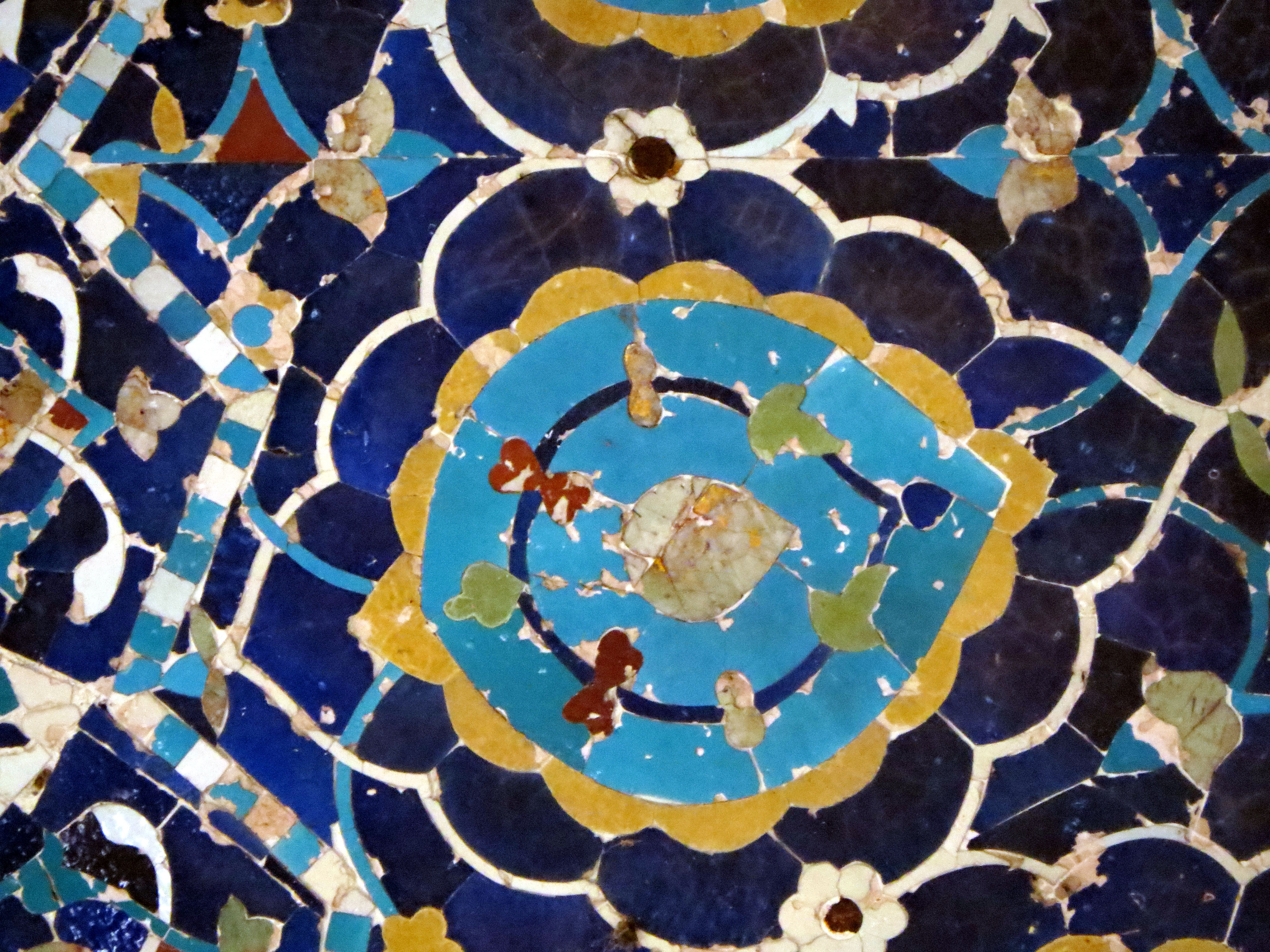
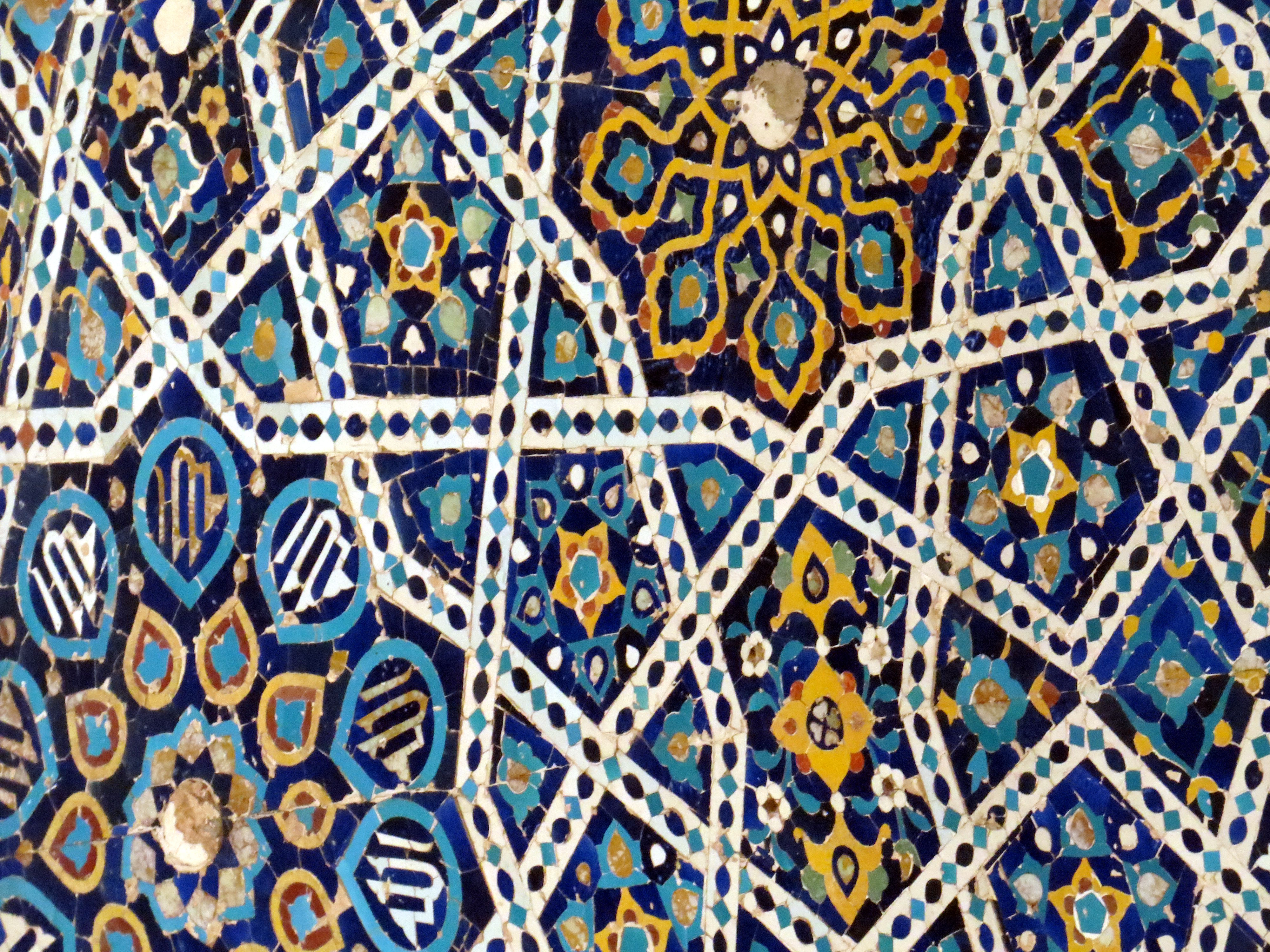
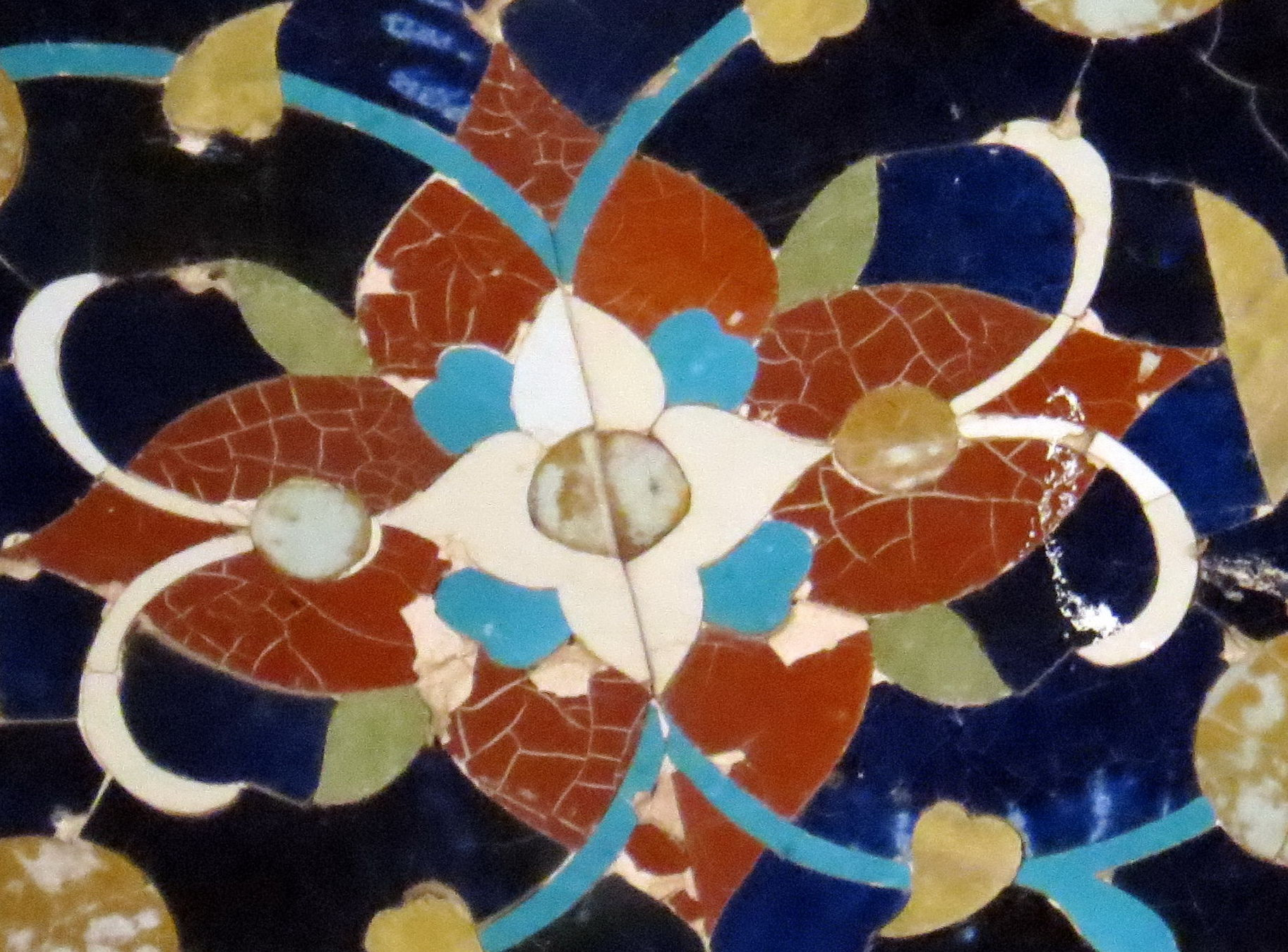

## Мавзолей сегодня

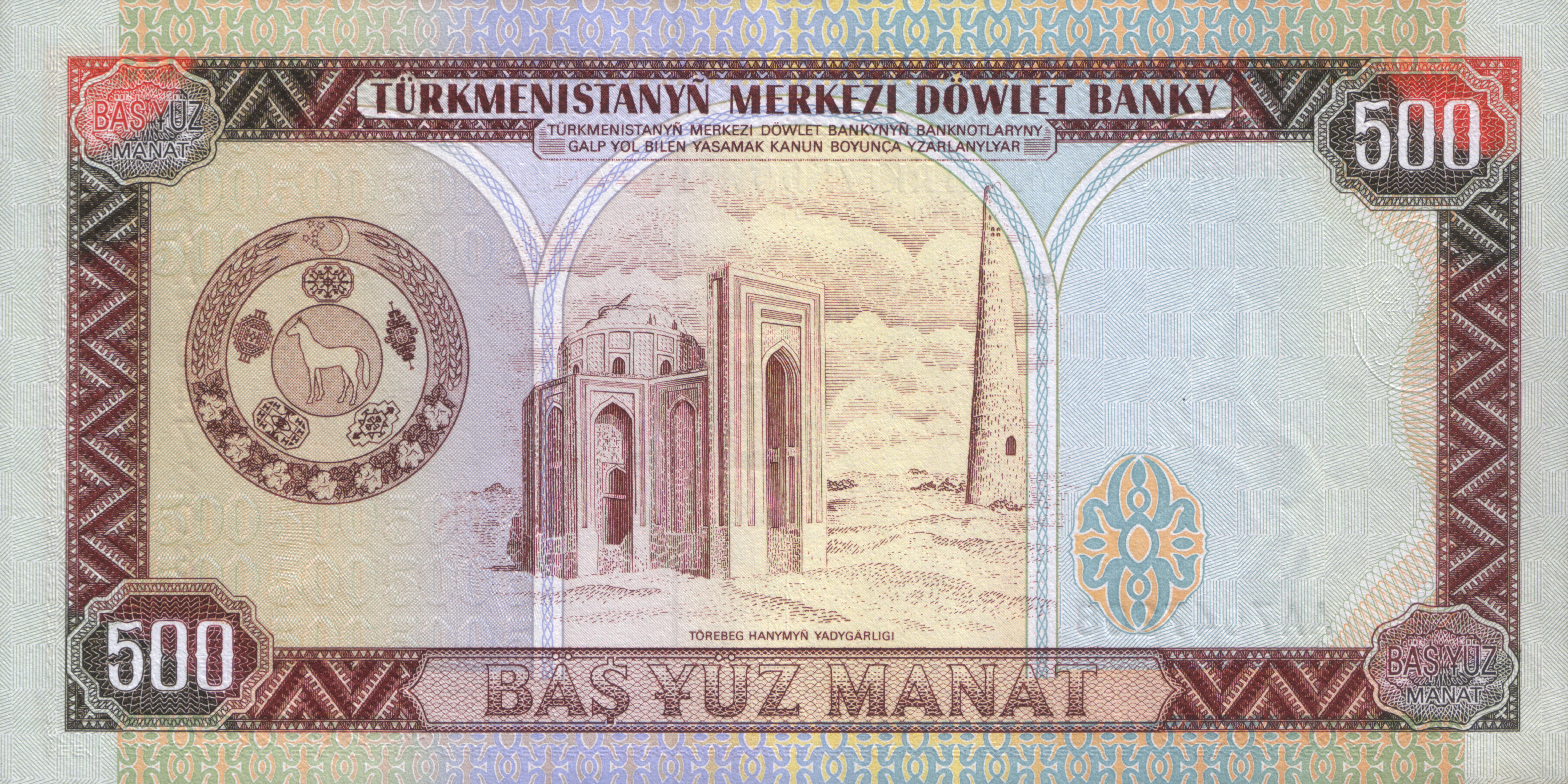
Мавзолей на туркменских манатах

Сегодня мавзолей является местной достопримечательностью, которую посещает много туристов.